# Oscar, der Ballonfahrer
Oscar, der Ballonfahrer ist eine 26-teilige deutsche Zeichentrickserie, die zwischen 2010 und 2011 produziert wurde. Die Erstausstrahlung fand am 5. Dezember 2010 auf KiKA statt, Wiederholungen erfolgten ebenfalls im ZDF. Die Serie zeigt die Abenteuer von Ballonfahrer Oscar und seinem neugierigen Freund Kalli, dem Kaktus, die rund um die Welt Tiere und ihre Lebensräume erforschen. Regie führten Gert Ludewig und Arpad Szabó. Am Drehbuch waren Martin Quaden, John Chambers, Ishel U. Eichler, Eckart Fingberg, Anna Knigge und Peter Lustig beteiligt. Für die Musik war Jens Busch verantwortlich.
Folgen
1. Holzfäller in Not (5. Dez. 2010)
2. Verschleiert und leise (27. März 2011)
3. Barfuß auf dem Eis (12. Dez. 2010)
4. Kopfüber im Dachstuhl (3. Apr. 2011)
5. Kosmetikerin gesucht (19. Dez. 2010)
6. Papa Kalli (17. Apr. 2011)
7. Nachwuchs am Nil (26. Dez. 2010)
8. Kein Platz für zwei (1. Mai 2011)
9. Auf Wohnungssuche (2. Jan. 2011)
10. Steile Fischtreppe (2. Jan. 2011)
11. Streitsüchtige Bergsteiger (9. Jan. 2011)
12. Im Land der grauen Riesen (9. Jan. 2011)
13. Meisterdetektiv Kalli (16. Jan. 2011)
14. Nur so rumhängen (16. Jan. 2011)
15. Aufregende Burgbesichtigung (23. Jan. 2011)
16. Der alte Horst (23. Jan. 2011)
17. Junger Hüpfer (30. Jan. 2011)
18. Ein Dutzend Eier (26. Juni 2011)
19. Hochzeitsstimmung (6. Feb. 2011)
20. Bärenstarker Auftrag (6. Feb. 2011)
21. Ungleicher Wettkampf (13. Feb. 2011)
22. Trommelwirbel im Wald (4. Juni 2011)
23. Unter Verdacht (20. Feb. 2011)
24. In geheimer Mission (10. Juli 2011)
25. Durch die Wüste (27. Feb. 2011)
26. Schwein gehabt (27. Feb. 2011)